# Prelazia de Itaituba
A Prelazia de Itaituba (Prælatura Territorialis Itaitubaënsis) é uma circunscrição eclesiástica da Igreja Católica no Brasil, pertencente à Província Eclesiástica de Santarém e ao Conselho Episcopal Regional Norte II da Conferência Nacional dos Bispos do Brasil, sendo sufragânea da Arquidiocese de Santarém. A sé episcopal está na Catedral de Sant’ Ana, na cidade de Itaituba, no estado do Pará.

## Histórico
A Prelazia de Itaituba foi erigida a 6 de julho de 1988 pelo Papa João Paulo II, desmembrada da diocese de Santarém.

## Demografia
Em 2004, a prelazia contava com uma população aproximada de 201.700 habitantes, com 96,3% de católicos.
O território da diocese é de 175.000 km², organizado em 8 paróquias, ou seja, as Paróquias: Sant'Ana (Itaituba), Nossa Senhora do Bom Remédio (Itaituba), Santíssima Trindade (Rurópolis), Santa Luzia (Novo Progresso), Nossa Senhora Aparecida (Trairão), São José Operário (Agrovila Jamanxim - Trairão, Santo Antonio de Pádua (Castelo dos Sonhos - Altamira) e Santo Antonio e São Pedro (Jacareacanga).

## Bispos
|    | Nome                                    | Período   | Notas           |
| -- | --------------------------------------- | --------- | --------------- |
| 2º | Dom Wilmar Santin, O. Carm.             | 2010-     | Atual           |
| 1º | Dom Frei Capistrano Francisco Heim, OFM | 1988-2010 | Prelado Emérito |